# Мегура (Молдова)
Мегура (рум. Măgura) — село у Фалештському районі Молдови. Входить до складу комуни, адміністративним центром якої є село П'єтросу.

## Населення
За даними перепису населення 2004 року у селі проживали 38 осіб.
Національний склад населення села:
| Національність       | Кількість осіб | Відсоток |
| -------------------- | -------------- | -------- |
| молдавани            | 37             | 97,4%    |
| інша / без відповіді | 1              | 2,6%     |
| Всього               | 38             | 100%     |